# Judith Sutz
Judith Sutz Vaisman (Montevideo, 16 de diciembre de 1946) es una ingeniera electricista y profesora uruguaya, investigadora de la Universidad de la República y, desde 1992, es Coordinadora de la Unidad Académica de la Comisión Sectorial de Investigación Científica (CSIC). Tiene un máster en Planificación del Desarrollo por la Universidad Central de Venezuela y es doctora en Socioeconomía del Desarrollo por la Universidad de la Sorbona.

## Trayectoria

### Ámbito académico
En 1977, se recibió como Ingeniera Electricista en la Universidad Central de Venezuela. Continuó estudiando en la misma Universidad, egresando con el máster en Planificación de Desarrollo, con mención en Ciencia y Tecnología.
En 1984 defendió la tesis doctoral Informatique et Societé:quelques réflexions à partir du Tiers Monde, realizada en el doctorado de tercer ciclo "Socio Economía del Desarrollo: Mención Economía", en la Universidad de la Sorbona.
Es investigadora grado 5 de la Universidad de la República. Desde 1992 es Coordinadora de la Unidad Académica de la Comisión Sectorial de Investigación Científica (CSIC). 
Es Nivel III del Sistema Nacional de Investigación e integrante de la Academia Nacional de Ciencias del Uruguay. Ha participado en la Organización de Estados Iberoaméricanos como experta/consultora y en la Red Iberoaméricana de Indicadores de Ciencia y Tecnología. También ha sido miembro de la World Academy of Arts and Sciences, de los Consejos Editoriales de la Revista Iberoamericana de Ciencia, Tecnología y Sociedad y de  Research Policy.

### Líneas de investigación
Es investigadora en el campo de la Ciencia, Tecnología, Sociedad y Desarrollo. Se ha especializado en el estudio de las problemáticas del desarrollo y subdesarrollo a partir de las interrelaciones entre ciencia, tecnología y sociedad. También investiga acerca de los problemas asociados con la producción y el uso social del conocimiento, fomentando la interdisciplina en el campo de las Ciencias Sociales. Las especificidades de la “innovación en el Sur”, el concepto de “universidad para el desarrollo”, la importancia de las “divisorias del aprendizaje” más allá de las diversas brechas tecnológicas, la propuesta de pensar las “políticas de innovación como políticas sociales”, constituyen enfoques y conceptos integrados hoy en vertientes de la literatura internacional sobre innovación y desarrollo.

## Publicaciones
Algunas de las publicaciones más recientes son:
- Knowledge policies and universities in developing countries: Inclusive development and the “developmental university”. Technology in Societ 2015- v.:41. (con Arocena, R. y Bo Goransson).
- La universidad en las políticas de conocimiento para el desarrollo inclusivo. Cuestiones de Sociología, 2015- v.:6 12, con Arocena, R.
- Innovation in informal settings: reflections and proposals for a research agenda. Innovation and Development,  2014 v.:4,p.:5 - 31, con Cozzens, S.
- Calidad y relevancia en la investigación universitaria: apuntes para avanzar hacia su convergencia. Revista Iberoamericana de Ciencia, Tecnología y Sociedad, 2014 v.: 27 9, p.:63 - 84